# Stazione di Ciampino Superiore
La stazione di Ciampino Superiore era una fermata ferroviaria posta sul tracciato originario della ferrovia Roma-Albano.

## Storia

Mappa del nodo ferroviario dopo l'attivazione della nuova stazione, nel 1892

La fermata venne inaugurata il 30 ottobre 1880 in concomitanza con l'attivazione del primo tronco della tranvia Portonaccio-Ciampino-Marino.
L'impianto era situato sul tracciato originario della linea Roma-Albano, corrente più ad est dell'attuale e corrispondente all'odierno viale J. F. Kennedy.
Venne inizialmente chiusa al traffico nel 1889 per i lavori di trasformazione da fermata tranviaria a ferroviaria; venne contestualmente riattivata con l'apertura della linea Roma-Albano, il 3 ottobre 1889.
Venne soppressa nel 1936. Il 18 dicembre 1939 anche la linea sarebbe stata dismessa, originandosi da allora dalla stazione di Ciampino.

## Strutture e impianti
La fermata disponeva di un fabbricato viaggiatori che ospitava anche la biglietteria a sportello, i servizi igienici e l'ufficio movimento dove si trovavano i capistazione e di un binario passante della linea servito da banchina.
Al 2014 della fermata rimane solamente il fabbricato passeggeri, totalmente trasformato per esigenze commerciali, mentre dell'area ferroviaria non rimane più nulla.

## Servizi
La fermata disponeva di:
- Biglietteria a sportello
- Sala d'attesa
- Servizi igienici